# Grande synagogue de Loutsk
Pour les articles homonymes, voir Grande synagogue.
La Grande synagogue de Loutsk  est un bâtiment classé de la ville de Loutsk située en Volhynie.

## Historique
Elle a été bâtie à partir de  1626 avec l'autorisation de Sigismond Vasa, elle remplace une précédente synagogue qui avait brûlé lors d'une incursion tatare, c'est un important bâtiments de la ville avec sa tour. Elle est un exemple des synagogues forteresses. Elle brûlait de nouveau en 1826 mais fut relevée. Endommagée pendant la Première guerre mondiale puis pendant le Seconde Guerre mondiale, à partir de l'époque soviétique elle fut désacralisée et utilisée comme gymnase, cinéma et actuellement comme club de sport.

## Images

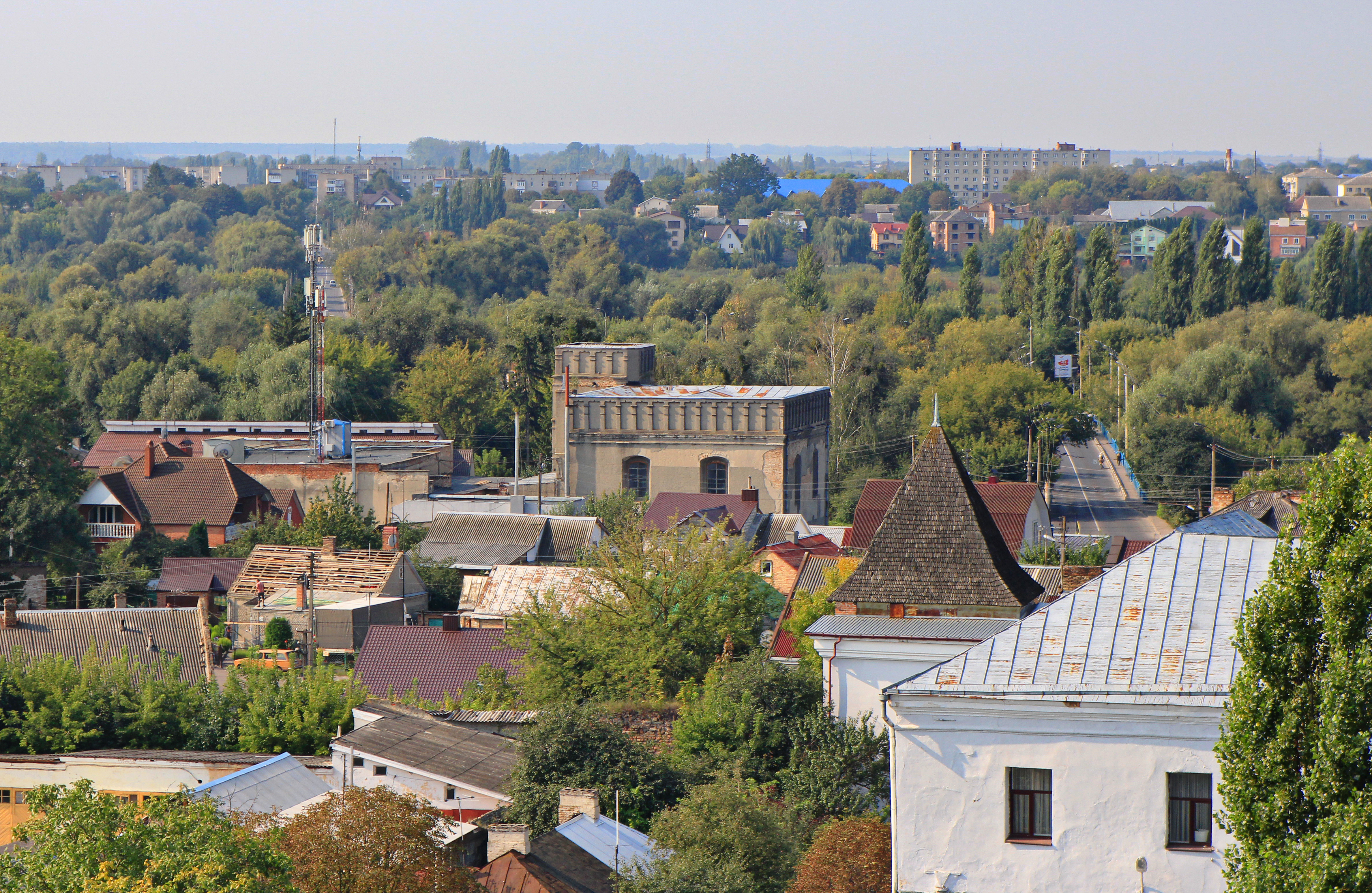
Dans son quartier,
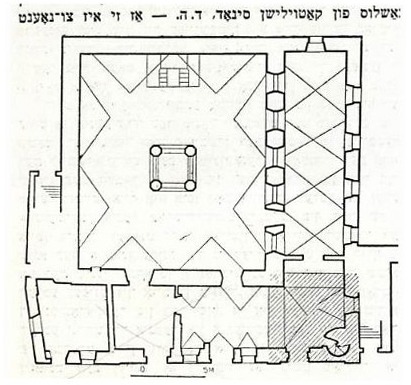
en plan,
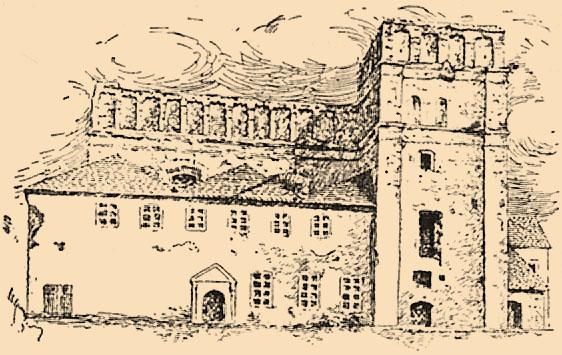
décor extérieur sur la Brockhaus and Efron Jewish Encyclopedia,
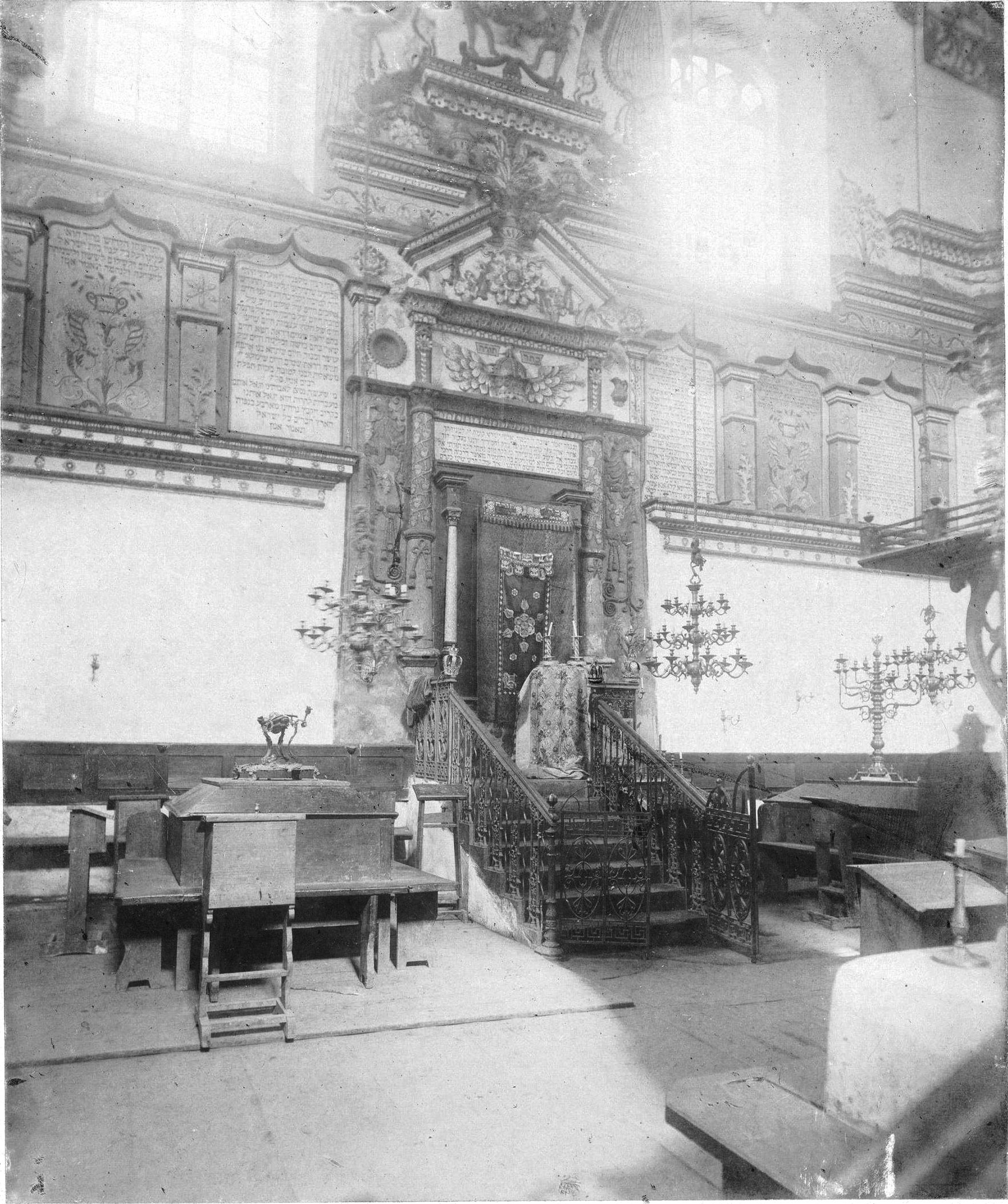
intérieur en 1890
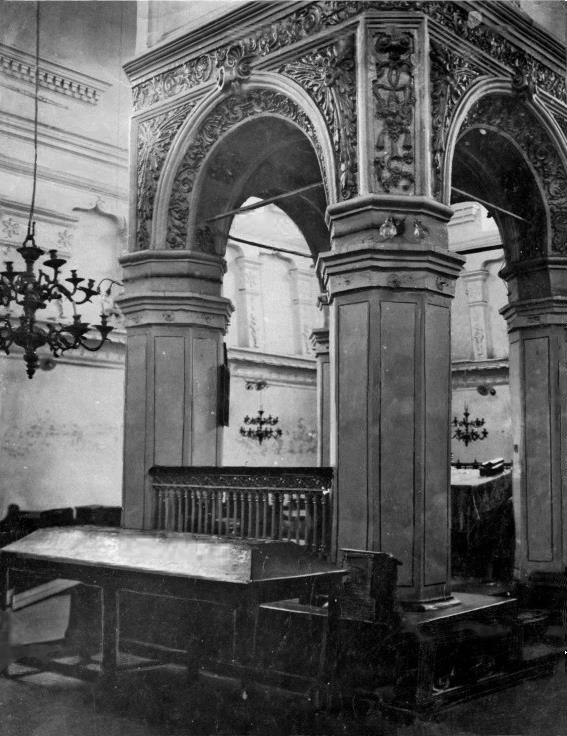
puis en 1912,
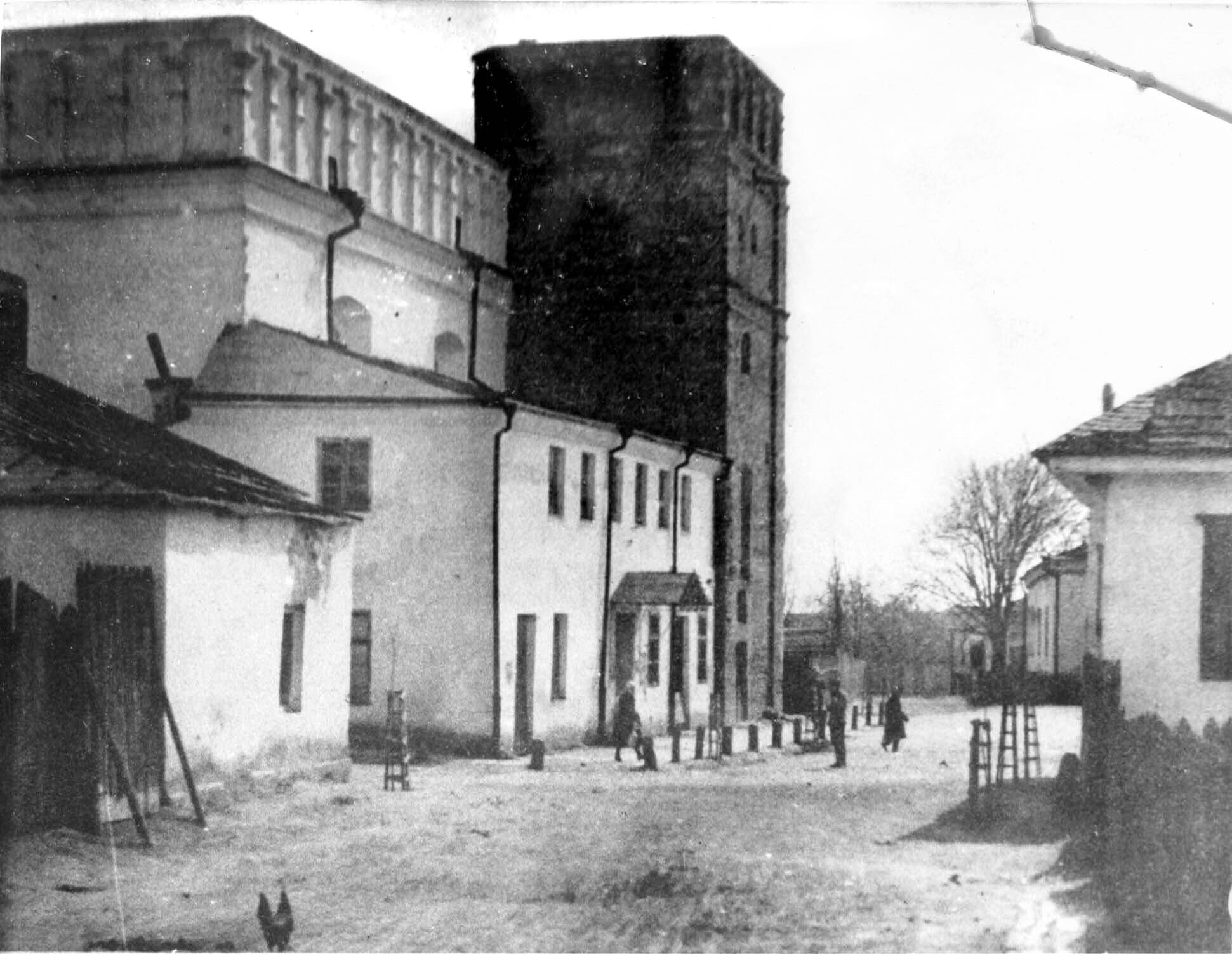
et en 1921.